# John S. Collins
John Stiles Collins (* 29. Dezember 1837 in Moorestown, New Jersey; † 11. Februar 1928 in Miami, Florida) war ein amerikanischer Quäker und Farmer. Er gilt als einer der Gründer von Miami Beach.
Collins kam 1896 nach Miami, um seine Beteiligung an einer Kokosnuss-Farm zu inspizieren. Versuche, die Gegend landwirtschaftlich zu nutzen, waren jedoch nicht sehr erfolgreich.
Collins hatte 1912 zusammen mit seinem Schwiegersohn Thomas J. Pancoast die Idee, die kaum bewohnte und mit Mangrovenbäumen bewachsene Insel Miami Beach als Wohn- und Freizeitgegend zu entwickeln. Bis 1913 war Miami Beach nur mit dem Boot von Miami aus zu erreichen. Mit der Hilfe von Carl G. Fisher baute Collins eine hölzerne Brücke, an deren Stelle sich heute der Venetian Causeway (Venetian Islands) befindet.
In Miami Beach sind die Collins Avenue und der Collins Canal nach John Collins benannt.
Mit seiner Frau Jane hatte John Collins 3 Söhne (Arthur, Irving und Lester) und eine Tochter (Katherine), die an seinen Unternehmungen beteiligt waren.